# Shift 2: Unleashed
Shift 2: Unleashed (с англ. — «Сдвиг 2: Беспредел», также известна как Need for Speed: Shift 2 – Unleashed) — видеоигра в жанре автосимулятор, разработанная студией Slightly Mad Studios и изданная компанией Electronic Arts весной 2011 года для платформ PlayStation 3, Xbox 360 и персональных компьютеров под управлением Windows. 4 августа состоялся выход версии игры для iOS, которая разработана студией Straight Right. Shift 2: Unleashed является продолжением игры Need for Speed: Shift.
Сиквел включает в себя функцию Autolog, которая появилась в Need for Speed: Hot Pursuit 2010 года. В игре доступно 148 автомобилей от 36 производителей и 35 различных трасс, на которых игроки могут соревноваться в нескольких типах гонок. В игре высокий интеллект соперников, кроме того игроки также будут иметь возможность конкурирования через Интернет. Об игре было объявлено при оглашении финансового отчёта за первый квартал 2010 года. Также анонсный ролик Shift 2 был добавлен в Need for Speed: Hot Pursuit.
С 2021 года загружаемые версии игры больше не доступны для покупки в каких-либо интернет-магазинах, а сетевая игра была прекращена 1 сентября. Коробочные версии игры EA DVD без загрузки можно приобрести в некоторых интернет-магазинах, пока не закончатся запасы.

## Геймплей
Shift 2 претендует на то, чтобы пересмотреть жанр гоночных симуляторов, предоставив аутентичную и реалистичную физику динамических столкновений, тщательно детализированные автомобили, водителей и трассы реального мира. В течение своей карьеры виртуальные гонщики участвуют в различных видах автоспорта, таких как дрифт, гонки на маслкарах, гонки на ретро-автомобилях, гонки на выносливость и кольцевые соревнования (например, чемпионат Европы FIA GT3), чтобы отточить свои навыки вождения в надежде стать чемпионом мира FIA GT1. чемпион.
В режиме карьеры Вон Гиттин, чемпион Formula D, ведет игрока по его карьере, настраивая машину, Autolog, обучая игрока дрифту, чтобы игрок мог отправиться на FIA GT3 и серию Works. Затем он начинает переходить к чемпионату FIA GT1. Гиттин также появится в сериале Muscle. В режиме карьеры также представлены гонщик Formula D Даррен Макнамара в серии Retro, Крис Радо в серии Time Attack и Drag Racing (DLC), Эрик и Марк Козелух в серии Standing Mile (DLC), Безумный Майк Уиддетт в серии Works, Патрик Содерлунд. в серии FIA GT3, Томми Милнер в серии на выносливость, Мэтт Пауэрс в серии Legends (DLC) и Джейми Кэмпбелл-Уолтер в серии FIA GT1. Эти гонщики даже ставят свои машины игроку в качестве призовых, если игрок выиграет соответствующий чемпионат.
Помимо камеры в автомобиле, Shift 2 включает в себя «камеру в шлеме», в которой точка зрения игрока находится со стороны водителя. Камера шлема движется вместе с головой водителя, ее тянет из стороны в сторону, когда машина входит в повороты, и дергает вперед, когда игрок попадает в аварию. По мере того, как автомобиль достигает более высоких скоростей, края экрана становятся размытыми, чтобы имитировать эффект туннельного зрения, от которого страдают водители во время гонок. Ночные гонки в Shift 2 также кажутся более продвинутыми: фары затемняются или полностью выключаются в случае повреждения, что еще больше сужает поле зрения игрока.
Система Autolog теперь называется Need for Speed DNA. Система появляется в Shift 2 в более или менее идентичном дизайне с оригиналом, но включает в себя дополнительные функции, которые не только предоставляют время трека для уникальных событий, но и разделяют данные на основе быстрых гоночных трасс, типов гонок и автомобильных дисциплин. По сути, это означает, что Autolog — это больше, чем просто система, которая просто отображает время друзей игрока независимо от того, как и когда они установили их в течение своей карьеры.
Shift 2 включает более 140 лицензированных автомобилей, доступных для гонок и тюнинга, меньшее количество по сравнению с гоночными симуляторами, такими как Forza Motorsport 4, и 1200 автомобилей из Gran Turismo 6. Однако исполнительный продюсер Маркус Нильссон сказал, что студия хотела сосредоточиться на имея только обязательные спидстеры. Есть также 40 реальных мест, включая Батерст, Спа-Франкоршам и Сузука, а также вымышленные трассы, такие как центр Лондона и Шанхай.
Ведущий дизайнер Энди Тюдор подтвердил, что в Shift 2 нет разделенного экрана: «В игре так много всего происходит, например, мы добавили, что если вы рисуете парня сейчас, вы получите все мелкие кусочки дерьма. из его машины весь гравий и резина попали в машину, и они могут попасть в ваше лобовое стекло и тому подобное. Это требует много времени на разработку, но это очень аутентично, и это то, чего мы хотим. К сожалению, это означает, что такие вещи, как разделенный экран, не невозможно».

## Разработка
В начале июля 2010 года ходили слухи, что в разработке находится сиквел Shift под названием Need for Speed: Shift 2, который будет разработан Slightly Mad Studios. В феврале 2010 года EA заявила, что еще одна игра Need for Speed будет выпущена в какой-то момент в течение четвертого квартала (с 1 января по 31 марта 2011 года). Слухи начались, когда Крис МакКлюр, покинувший Slightly Mad Studios ради CCP, обновил свой профиль на профессиональном сайте Linkedin, включив в него информацию о работе, которой он занимался до своего ухода. Его резюме гласило: «В основном работал над новыми технологиями открытого мира, но также работал над Need For Speed Shift 2». Shift 2 была подтверждена, когда EA указала игру в своем финансовом отчете за первый квартал как название за четвертый квартал 2011 года (то есть за первый квартал 2011 календарного года) для консолей и ПК.

Игра была официально анонсирована как Shift 2: Unleashed 16 ноября 2010 года вместе с тизерным трейлером, в тот же день, когда Hot Pursuit была выпущена в США. Shift 2 предлагает «совершенно новый» движок рендеринга и «массовую» переработку графики. «С инновационным видом камеры шлема, имитирующим физический опыт вождения на скорости 200 миль в час, захватывающим опытом ночных гонок и подлинным разрушением трасс и автомобилей, это симулятор завтрашнего дня для сегодняшнего гонщика, питающегося адреналином». сказал EA во время прессы. «Shift 2 меняет представление о гонках с эффектом погружения, смешивая гонку на невероятных скоростях с эмоциональным переживанием конкурентной борьбы», — сказал исполнительный продюсер Маркус Нильссон. «Мы также тесно сотрудничаем с реальными гонщиками, чтобы гарантировать, что Shift 2 Unleashed уловит их опыт и станет эталоном в аутентичных гонках». За две недели до анонса Shift 2 исполнительный директор EA Патрик Содерлунд сказал: «Мы думаем, что можем конкурировать и в конечном итоге стать лидером рынка в сегменте симуляторов аутентичного автоспорта. разработчик, работающий с нами, и теперь у нас есть признанный бренд под эгидой NFS в этом сегменте, у нас также есть преимущество в том, что мы предлагаем несколько платформ. Forza можно купить только на Xbox, а Gran Turismo доступна только на PlayStation».
Маркус Нильссон, продюсер игры, сказал, что Shift 2 не будет соответствовать производительности Forza в 60 кадров в секунду, но указал, что в результате это будет гораздо более яркая игра. «Вы должны сделать выбор с современными технологиями. Либо вы выбираете — и это жестко, но я так думаю — мягкую графику GT и Forza, либо вы пытаетесь поднять планку возможностей консолей». — сказал Нильссон.
Патрик Содерлунд из EA заявил, что, по его мнению, Shift 2: Unleashed может превзойти Gran Turismo 5, когда речь идет о предоставлении «подлинных ощущений от вождения». И ведущий дизайнер, и исполнительный продюсер Shift 2 высказались против GT5, подразумевая, что у него слишком много автомобилей. Энди Тюдор, ведущий дизайнер игры, сказал, что такие игры, как Gran Turismo 5 и Forza Motorsport 3, больше похожи на энциклопедии, чем на игры, и в них представлены сотни «неуместных автомобилей». Тюдор сказал: «Вы можете добавить в свою игру сотни автомобилей, но люди будут игнорировать большинство из них».
Продюсер Need for Speed Джесси Эбни думал, что Shift 2: Unleashed преодолеет рубеж гонок, привлекая как поклонников аркад, так и поклонников симуляторов. Что касается первого Shift, «к огорчению поклонников симуляторов, часто использовалось слово «доступный», — сказал продюсер NowGamer. «Но вы хотите, чтобы эти постепенные шаги были чем-то вроде упражнения на руку — Shift был разработан как признание того, что наша фанатская база выросла вместе с нами за 17 лет. Их интересы изменились. Некоторые из них выросли, чтобы стать расой. гонщики, с которыми мы общаемся сегодня. Они хотят такой игры. Поэтому мы знали, что, признавая их и их интересы, нам действительно нужно было создать настоящую гоночную игру. И это то, чем был Shift ».
Ведущий дизайнер Энди Тюдор сказал, что Shift 2: Unleashed привносит в сиквел «эмоциональные и социальные аспекты», которые выводят его за рамки «игры с числами». «Жанр симуляции, на самом деле, на данный момент — это просто игра с числами; все дело в том, что «у нас есть лучший физический движок, и мы собираемся добавить 1000 автомобилей, трасс и так далее». Это довольно сухой опыт. Мы хотим перевернуть это с ног на голову, добавив социальные функции, такие как Autolog. Я сделал запись, прежде чем сказать, что GT5 и Forza в данный момент находятся на пьедестале: все считают, что это игры, которые У них отличные продукты, но они перестают быть игрой чисел, математической симуляцией великой физики, тогда как мы выходим за рамки этого с эмоциональными и социальными аспектами».

### Спин-офф
Маркус Нильссон, исполнительный продюсер Shift 2: Unleashed, сказал о том, почему они решили отказаться от названия Need for Speed для Shift 2: «Если вы думаете об играх Need for Speed, в которые вы играли, то Need for Speed: Hot Pursuit, Most Wanted, Underground, они очень аркадные и ориентированы на экшн. Shift нацелен на другую аудиторию, аудиторию симуляторов, и речь идет о вождении автомобилей так, как они чувствуют себя в реальной жизни. Так что, чтобы не смущать потребителя — не Поймите меня неправильно, Shift 2: Unleashed по-прежнему является игрой Need for Speed из семейства Need for Speed, но у этого семейства другие направления. Hot Pursuit подходит для экшн-игр, а Shift 2 похожа на симулятор».
EA хотела сделать Shift новой франшизой, когда в марте вышла Shift 2: Unleashed. Оригинал был частью семейства Need for Speed, но сиквел разветвляется, чтобы завоевать поклонников гонок-симуляторов и конкурировать с конкурентом жанра Gran Turismo.

## Музыка
Shift 2 Unleashed содержит оригинальные саундтреки, воспроизводимые в главном меню, на экране загрузки и при повторном воспроизведении, написанные Рамином Джавади, Стивеном Байстедом, Троэлсом Фольманном, Миком Гордоном и Майком Рейганом. В отличие от предыдущих игр франшизы Need for Speed, саундтрек Shift 2: Unleashed содержит список более коротких лицензионных песен, по десять песен от каждой группы.
1. 30 Seconds to Mars — Night of the Hunter
2. Anberlin — We Owe This To Ourselves
3. Biffy Clyro — Mountains
4. Escape The Fate — Issues
5. Hollywood Undead — Levitate
6. Jimmy Eat World — Action Needs An Audience
7. Rise Against — Help Is On The Way
8. Stone Temple Pilots — Take A Load off
9. Switchfoot — The Sound (John M. Perkins Blues)
10. The Bravery — Ours

Также в игре присутствуют ремиксы вышеуказанных песен (Shift 2 Gladiator Remix и Shift 2 Cinematic Remix), звучащие соответственно в главном меню игры и сразу после завершения гонки.

## Оценки и мнения
| Сводный рейтинг       | Сводный рейтинг                                         |
| Агрегатор             | Оценка                                                  |
| --------------------- | ------------------------------------------------------- |
| GameRankings          | 83,08 % (ПК) 81,91 % (X360) 80,48 % (PS3) 67,86 % (iOS) |
| Metacritic            | 84/100 (ПК) 82/100 (X360) 81/100 (PS3) 72/100 (iOS)     |
| Иноязычные издания    |                                                         |
| Издание               | Оценка                                                  |
| 1UP.com               | B+                                                      |
| Eurogamer             | 8/10                                                    |
| GameSpot              | 7,5/10                                                  |
| IGN                   | 8,5/10                                                  |
| Русскоязычные издания |                                                         |
| Издание               | Оценка                                                  |
| «PC Игры»             | 8,5/10                                                  |
| PlayGround.ru         | 9/10                                                    |
| «Домашний ПК»         | [ 49 ]                                                  |
| GameScope             | 8,6/10                                                  |
| itc.ua                | 3,5/5                                                   |

Игра Shift 2: Unleashed получила положительные оценки игровых ресурсов. Версия для ПК получила оценку в 83,08 % на GameRankings и 84 баллов из 100 возможных на Metacritic. Версия для PlayStation 3 получила оценку в 80,48 % на GameRankings и 81 баллов из 100 возможных на Metacritic. Версия для Xbox 360 получила оценку в 81,91 % на GameRankings и 82 баллов из 100 возможных на Metacritic.
GameTrailers оценили игру на 8,9/10, заявив, что она «улучшает сильные стороны первой игры и бесконечно расширяет их ценность благодаря конкурентной среде Autolog. Здесь нет каких-либо революционных новых функций, но это гонщик, который будет постоянно подталкивают вас к совершенствованию и заставляют вас потеть под давлением».
Он получил оценку 8/10 от Eurogamer, заявив: «Как обновление предыдущей игры SHIFT, Unleashed представляет собой значительный шаг вперед. В то время как само вождение сохраняет неистовый характер своего предшественника, в система опыта, которая делает каждую гонку значимой, независимо от того, выигрываете вы или проигрываете».
Он получил оценку 7,5 из 10 от GameSpot, заявив, что «Shift 2 может не предлагать полноценных функций моделирования, но может похвастаться острыми ощущениями американских горок и глубоким ощущением погружения в беспокойный мир гонок».
Игра заняла 3-е место в чарте продаж Великобритании, однако это не помогло и Shift 2 - это самая низкопродаваемая игра в серии.

## Сайты
- ea.com/games/need-for-speed/need-for-speed-shift-2-unleashed — официальный сайт Shift 2: Unleashed
- Shift 2: Unleashed (англ.) на сайте MobyGames